# نورتایر
نورتایر (به انگلیسی: Nevertire) یک شهرک در استرالیا است که در نیو ساوت ولز واقع شده‌است.

## تاریخ
در ابتدا این دهکده به عنوان Warren Pond شناخته می شد. خط اصلی راه آهن West در سال 1882 به Nevertire رسید و میخانه محلی قبل از بررسی شهر در سال 1883 در حال تجارت بود. این شهر در 28 دسامبر 1896 توسط یک طوفان ویران شد. [3] این شهر زمانی دارای یک ایستگاه راه آهن بود که توسط اداره راه آهن ایالتی اداره می شد ، اما با از بین رفتن سفرهای ریلی کشور در دهه 1980 ، خدمات مسافر با یک سرویس مربی که توسط CountryLink اداره می شد جایگزین شد.